# 斯洛博達-多林西卡
49°1′51″N 24°1′35″E / 49.03083°N 24.02639°E
斯洛博達-多林西卡（烏克蘭語：Слобода-Долинська），是烏克蘭西部的村莊，隸屬伊萬諾-弗蘭科夫斯克州的卡盧什區。該村面積20.33平方公里，2001年人口674，人口密度每平方公里33.15人。